# Mafolofolo VC
Mafolofolo Volleyball Club är en volleybollklubb från Gaborone, Botswana. Klubben grundades 1975. Damlaget har deltagit i Women's African Club Championship och som bäst kommit fyra (2006). De har blivit botswanska mästare flera gånger.